# Colpoptera acutata
Colpoptera acutata är en insektsart som beskrevs av Caldwell 1945. Colpoptera acutata ingår i släktet Colpoptera och familjen sköldstritar. Inga underarter finns listade i Catalogue of Life.